# So Much (For) Stardust
So Much (For) Stardust es el octavo álbum de estudio de la banda estadounidense de rock Fall Out Boy. El disco fue publicado el 24 de marzo de 2023 por Fueled by Ramen. Es el primer álbum del grupo producido por Neal Avron desde Folie a Deux (2008). También es el primer material del grupo en publicarse en Fueled by Ramen desde su primer disco, Take This to Your Grave (2003). El primer sencillo del álbum, Love from the Other Side, se publicó el 18 de enero de 2023, junto al anuncio del disco.

## Antecedentes
Después de recibir críticas mixtas por su álbum M A N I A (2018), la banda guardó silencio sobre la nueva música, además de lanzar un segundo álbum de grandes éxitos en 2019. El vocalista Patrick Stump habló sobre la creación del álbum:

"La tecnología ha hecho que sea realmente fácil hacer discos mucho más rápido en estos días. No hay nada de malo en eso, y esa espontaneidad puede ser emocionante... Pero queríamos volver a la forma en que solíamos trabajar. Queríamos hacer una disco que fue elaborado con mucho amor, deliberado y pacientemente guiado, como si alguien te preparara una comida delicada. No soy un tipo muy orgulloso, pero estoy bastante orgulloso de este disco".

El mismo día del lanzamiento del sencillo y el anuncio del álbum, el guitarrista Joe Trohman anunció en las redes sociales que se tomaría un descanso de la banda para concentrarse en su salud mental.

## Composición
El álbum marca un regreso a un sonido más guiado por la guitarra. Sin embargo, Stump sostiene que "no es un disco retroactivo", sino más bien una imaginación de "cómo habría sonado si hubiéramos hecho un disco justo después de Folie a Deux en lugar de tomarnos un descanso durante unos años. Fue como explorar el multiverso. Fue un experimento para ver lo que hubiéramos hecho".

## Lanzamiento
El 10 de enero de 2023, Oliver Sykes de Bring Me the Horizon publicó en su historia de Instagram que había recibido un paquete por correo de Fall Out Boy que contenía una concha marina rosa con la página 1 de 13 junto con una carta con la fecha 18 de enero de 2023. y el título de la canción Love From The Other Side. Al día siguiente, Fall Out Boy anunció que lanzaría su sencillo de regreso del mismo título el 18 de enero de 2023. Desde entonces, la banda ha publicado una foto de otro paquete con un conjunto de coordenadas que conducen a la película Field of Dreams. Sitio en Dyersville, Iowa. El paquete contenía otra concha marina marcada como 2 de 13 con una letra, esta vez impresa con la fecha 25 de enero de 2023, y un título de canción especulado Heartbreak Feels So Good. Debido al contrato del álbum de la banda tras el final de Island Records, la banda firmó con Fueled by Ramen y Elektra Records para el lanzamiento del álbum, marcando su primer lanzamiento bajo Fueled by Ramen desde Take This to Your Grave.

## Crítica
Dillon Eastoe del medio Dork declaró que el sonido del álbum estaba lejos de abrazar la nostalgia. El crítico dijo que esto se evidencia en pistas como Heartbreak Feels Good estaban más cerca de la "experimentación pop que de sus comienzos más punk en la década de 2000".

## Promoción

### Sencillos
En diciembre de 2022, la banda lanzó un homenaje de animación con plastilina y comenzó a provocar una nueva canción. La banda hizo un sitio web llamado sendmylovefromtheotherside.com. El sencillo principal, Love from the Other Side, se anunció el 11 de enero de 2023. La canción se lanzó el 18 de enero, junto con la banda que confirmó el título del álbum y fijó la fecha de lanzamiento para el 24 de marzo de 2023. También se anunció que el álbum fue producido por Neal Avron, por lo que es la primera vez que Fall Out Boy trabaja con él desde Folie à Deux. La banda interpretó "Love from the Other Side" en Jimmy Kimmel Live! el mismo día que fue lanzado.

### Gira
El 31 de enero de 2023, la banda anunció su primera gira como cabeza de cartel desde 2019, So Much for (Tour) Dust, con 30 fechas en América del Norte. A la banda se unirá Bring Me the Horizon, con Alkaline Trio, New Found Glory, Four Year Strong, The Academy Is..., Royal & the Serpent, Games We Play, Daisy Grenade y Carr en fechas seleccionadas. La gira está programada para comenzar el 21 de junio de 2023 en el Wrigley Field de Chicago y finalizará el 9 de noviembre en el Max-Schmeling-Halle de Berlín. A principios de marzo, previo a iniciar la gira, el grupo realizó dos conciertos íntimos en Reino Unido. Pete Wentz comentó que estarían de acuerdo con participar en el festival When We Were Young.

## Lista de canciones
| N.º | Título                                | Duración |  |
| 1.  | «Love from the Other Side»            | 4:39     |  |
| 2.  | «Heartbreak Feels So Good»            | 3:37     |  |
| 3.  | «Hold Me Like a Grudge»               | 3:35     |  |
| 4.  | «Fake Out»                            | 3:29     |  |
| 5.  | «Heaven, Iowa»                        | 3:56     |  |
| 6.  | «So Good Right Now»                   | 2:58     |  |
| 7.  | «The Pink Seashell» (con Ethan Hawke) | 1:02     |  |
| 8.  | «I Am My Own Muse»                    | 3:45     |  |
| 9.  | «Flu Game»                            | 3:37     |  |
| 10. | «Baby Annihilation»                   | 1:07     |  |
| 11. | «The Kintsugi Kid»                    | 3:55     |  |
| 12. | «What a Time to Be Alive»             | 3:42     |  |
| 13. | «So Much (for) Stardust»              | 4:51     |  |

## Listas
| País              | Lista                  | Mejor posición |
| 2023              | 2023                   | 2023           |
| ----------------- | ---------------------- | -------------- |
| Alemania          | Offizielle Top 100     | 6              |
| Australia         | ARIA Charts            | 4              |
| Austria           | Ö3 Austria             | 15             |
| Bélgica (Flandes) | Ultratop 200 Albums    | 42             |
| Bélgica (Valonia) | Ultratop 200 Albums    | 61             |
| Canadá            | Canadian Albums Chart  | 13             |
| Escocia           | Scottish Albums Chart  | 2              |
| España            | Promusicae             | 98             |
| Estados Unidos    | Billboard 200          | 6              |
| Estados Unidos    | Top Alternative Albums | 2              |
| Estados Unidos    | Top Rock Albums        | 1              |
| Francia           | SNEP                   | 84             |
| Hungría           | MAHASZ                 | 17             |
| Irlanda           | Irish Albums Chart     | 12             |
| Japón             | Hot Albums             | 32             |
| Nueva Zelanda     | Recorded Music NZ      | 9              |
| Países Bajos      | Dutch Charts           | 91             |
| Polonia           | ZPAV                   | 63             |
| Reino Unido       | UK Albums Chart        | 3              |
| Reino Unido       | UK Rock Albums         | 1              |
| Suiza             | Schweizer Hitparade    | 52             |